# Giải bóng đá hạng nhì quốc gia Cộng hòa Síp 1987–88
Giải bóng đá hạng nhì quốc gia Cộng hòa Síp 1987–88 là mùa giải thứ 33 của bóng đá hạng nhì Cộng hòa Síp. Keravnos giành danh hiệu thứ 2.

## Thể thức thi đấu
Có 15 đội tham gia Giải bóng đá hạng nhì quốc gia Cộng hòa Síp 1987–88. Tất cả các đội đều thi đấu 2 trận, một trân sân nhà và một trận sân khách. Đội nhiều điểm nhất sẽ lên ngôi vô địch. Hai đội đầu bảng xuống hạng Giải bóng đá hạng nhất quốc gia Cộng hòa Síp 1988–89. Ba đội cuối bảng xuống hạng 1988–89 Giải bóng đá hạng ba quốc gia Cộng hòa Síp.

### Hệ thống điểm
Các đội bóng nhận được 2 điểm cho một trận thắng, 1 điểm cho một trận hòa và 0 điểm cho một trận thua.

## Thay đổi so với mùa giải trước
Các đội thăng hạng Giải bóng đá hạng nhất quốc gia Cộng hòa Síp 1987–88
- APEP
- Anagennisi Deryneia

Các đội xuống hạng từ Giải bóng đá hạng nhất quốc gia Cộng hòa Síp 1986–87
- Omonia Aradippou
- Ermis Aradippou

Các đội thăng hạng từ Giải bóng đá hạng ba quốc gia Cộng hòa Síp 1986–87
- Elpida Xylofagou
- Ethnikos Defteras

Các đội xuống hạng Giải bóng đá hạng ba quốc gia Cộng hòa Síp 1987–88
- Orfeas Athienou
- Apollon Lympion

## Bảng xếp hạng
| Vị thứ | Đội               | St. | T. | H. | B. | BT. | BB. | BT. | Đ. | Ghi chú                                                                  |
| ------ | ----------------- | --- | -- | -- | -- | --- | --- | --- | -- | ------------------------------------------------------------------------ |
| 1      | Keravnos          | 28  | 18 | 7  | 3  | 52  | 21  | 31  | 43 | Vô địch-thăng hạng Giải bóng đá hạng nhất quốc gia Cộng hòa Síp 1988–89. |
| 2      | Omonia Aradippou  | 28  | 18 | 6  | 4  | 54  | 23  | 31  | 42 | Thăng hạng Giải bóng đá hạng nhất quốc gia Cộng hòa Síp 1988–89.         |
| 3      | Evagoras Paphos   | 28  | 16 | 8  | 4  | 54  | 19  | 35  | 40 |                                                                          |
| 4      | Orfeas Nicosia    | 28  | 12 | 9  | 7  | 48  | 32  | 16  | 33 |                                                                          |
| 5      | Elpida Xylofagou  | 28  | 10 | 6  | 12 | 36  | 39  | -3  | 26 |                                                                          |
| 6      | Onisilos Sotira   | 28  | 8  | 10 | 10 | 29  | 33  | -4  | 26 |                                                                          |
| 7      | THOI Lakatamia    | 28  | 11 | 4  | 13 | 40  | 46  | -6  | 26 |                                                                          |
| 8      | Doxa Katokopias   | 28  | 10 | 6  | 12 | 32  | 38  | -6  | 26 |                                                                          |
| 9      | Ermis Aradippou   | 28  | 8  | 10 | 10 | 27  | 39  | -12 | 26 |                                                                          |
| 10     | Adonis Idaliou    | 28  | 11 | 2  | 15 | 48  | 48  | 0   | 24 |                                                                          |
| 11     | Akritas Chlorakas | 28  | 10 | 4  | 14 | 41  | 56  | -15 | 24 |                                                                          |
| 12     | Ethnikos Defteras | 28  | 9  | 5  | 14 | 40  | 39  | +1  | 23 |                                                                          |
| 13     | Digenis Ipsona    | 28  | 9  | 3  | 16 | 29  | 50  | -21 | 21 | Xuống hạng Giải bóng đá hạng ba quốc gia Cộng hòa Síp 1988–89.           |
| 14     | PAEEK FC          | 28  | 6  | 8  | 14 | 23  | 45  | -22 | 20 | Xuống hạng Giải bóng đá hạng ba quốc gia Cộng hòa Síp 1988–89.           |
| 15     | Othellos Athienou | 28  | 7  | 6  | 15 | 24  | 49  | -25 | 20 | Xuống hạng Giải bóng đá hạng ba quốc gia Cộng hòa Síp 1988–89.           |

Hệ thống điểm: Thắng=2 điểm, Hòa=1 điểm, Thua=0 điểm
Quy tắc xếp hạng: 1) Điểm, 2) Hiệu số, 3) Bàn thắng